# Багиров, Антон Аркадьевич
Антон Аркадьевич Багиров (до января 2022 г. Фарид Рамизович Тагиев) (род. 22 ноября 1980) — российский и азербайджанский актёр театра и кино.

## Биография
Родился в Баку в семье известной азербайджанской актрисы, народной артистки Азербайджана Натальи Тагиевой. При рождении получил имя Антон.
В 2003 г. окончил Азербайджанский Государственный институт кинематографии, курс народного артиста Азербайджана Ага-Киши Кязимова, по специальности «актер театра и кино».
С 6 лет начал участвовать в спектаклях Азербайджанского государственного русского драматического театра имени Самеда Вургуна, первый раз выйдя на сцену в спектакле «Самоубийца», и проработал в этом театре с 1986 по 2004 гг.
На гастролях, организованных в ноябре 2005 года для Русского драматического театра им. Самеда Вургуна Центром поддержки русских театров за рубежом СТД РФ (ВТО) по городам России (Белгород, Орёл, Брянск), был отмечен российской театральной критикой как перспективный молодой актер за роль Константина Треплева в спектакле «Чайка».
С 2007 года является актёром Театра на Юго-Западе, первая роль в этом театре — Креонт в спектакле «Царь Эдип». Занят в большинстве спектаклей текущего репертуара театра.
Снимается в кино.

## Театральные работы

### Основные роли текущего репертуараТеатра на Юго-Западе
- Лорд Генри — "Портрет Дориана Грея", Оскар Уайльд
- Воланд — "Мастер и Маргарита", М. А. Булгаков
- Аметистов — "Зойкина квартира", М.А. Булгаков
- Этвуд - "Игра в Наполеона", Стефан Брюлотт
- Гуревич — "Вальпургиева ночь", Венедикт Ерофеев
- Меркуцио — "Ромео и Джульетта", Шекспир
- Оберон — "Сон в летнюю ночь", Шекспир
- Аарон — "Фотоаппараты", Петр Гладилин
- Одоакр — "Ромул Великий", Ф. Дюрренматт
- Артур Холмвуд — "Дракула", Брэм Стокер
- Лаэрт — «Гамлет», Шекспир
- Богатый господин — "Дозвониться до дождя", по мотивам пьесы Мигеля Миуры "Три цилиндра", реж. О. Леушин
- Шпекин — "Ревизор" Н. В. Гоголь
- Люченцио — "Укрощение строптивой", Шекспир
- Дон Агустин — "Куклы", В.Белякович по мотивам пьесы Хасинто Грау «Сеньор Пигмалион»
- Железный Дровосек — "Дневник Элли", А. Волков
- Роджер Хагред - "В поисках сокровищ, или История одного кораблекрушения", О. Леушин

### Сыгранные ролив Театре на Юго-Западе
- Джованни — "Комната Джованни", инсценировка В.Беляковича по мотивам романа Дж. Болдуина
- Лео — "Примадонны (ПрямоДонны)", Кен Людвиг
- Креонт — «Царь Эдип», Софокл
- Озрик, Актёр — «Гамлет», Шекспир (ввод)
- Антонио, охранник Вован — «Даешь Шекспира!» (ввод)
- Репортёр — «ZOOfellini», П. Гладилин
- Захария Муаррон — "Кабала святош", М.А. Булгаков
- Генрих — «Дракон», Евгений Шварц
- Кетнес — «Макбет», Шекспир
- Сальваторе де Матиа, полицейский — «Люди и джентльмены», Эдуардо Де Филиппо
- Октавий — «Калигула», Альбер Камю
- Алексей - «Игроки», Н.В. Гоголь
- Афраний — "Мастер и Маргарита", М. А. Булгаков
- Том — «В поисках сокровищ, или История одного кораблекрушения», О. Леушин

### Участие в Арт-кафев Театре на Юго-Западе
- «Играем в 68», по мотивам пьесы «Чао!» Марка-Жильбера Соважона в обработке Игоря Китаева, режиссёр И.Китаев[5]
- «Демон», по мотивам поэмы М. Лермонтова, режиссёр Н.Бухальцева, роль — Демон (спектакль принимал участие во Всероссийском фестивале спектаклей по произведениям М. Ю. Лермонтова «МАСКЕРАДЪ» в Пензе)[6][7].

### Основные сыгранные роли вАзербайджанском государственном русском драматическом театре имени Самеда Вургуна(г. Баку)
- Треплев — «Чайка» А. П. Чехов
- Матье — «Азалия», Ив Жамиак
- Джеф — «Странная миссис Сэвидж», Джон Патрик
- Себастьян — «Двенадцатая ночь», Шекспир
- Попенок — «Самоубийца», Николай Эрдман
- Трубадур — «Бременские музыканты», братья Гримм
- Иванушка — «Чудеса на змеином болоте», Юлий Ким
- Принц — «Щелкунчик»
- Чудовище и Принц — «Аленький цветочек», Сергей Аксаков
- Старый Бес — «Сказка о Попе и работнике его Балде», А. С. Пушкин
- Вандалино — «Учитель танцев», Лопе де Вега.

### Другие театральные работы
Генерал Чарнота — «Бег. 8 снов», М. А. Булгаков, режиссёр Иван Карпенко, Продюсерская компания «Новый театр» (2006—2007 гг.).

## Фильмография
- 2002 — «Дронго» (телесериал), режиссёр Зиновий Ройзман — эпизод
- 2002 — «Колдун» (оригинальное название «Ovsunçu») (фильм), режиссёр Октай Миркасымов
- 2005 — «Туристы» (телесериал), режиссёр Александр Замятин — менеджер Ильяс
- 2006 — «Московская история» (телесериал), режиссёр Мурад Ибрагимбеков — эпизод
- 2008 — «Мы из будущего» (телесериал), режиссёр Андрей Малюков — эпизод
- 2008 — «Трюкачи» (телесериал), режиссёры Игорь Пекер, Владимир Лешаков— связной
- 2009 — «Телохранитель 2» (телесериал), режиссёры Павел Мальков, Андрей Джунковский— Гаджиев
- 2012 — «ЧС (Чрезвычайная ситуация)» (телесериал), режиссёр Кирилл Белевич — эпизод
- 2014 — «Год в Тоскане» (телесериал), режиссёр А.Селиванов — эпизод.
- 2016 — «Страна Советов. Забытые вожди» ( документальный сериал), режиссёр Павел Сергацков — Дзержинский
- 2020 — «Катя и Блэк» (телесериал), режиссёр Гузель Киреева — Владелец ресторана

## Награды
7 июля 2014 года награждён почётной грамотой Департамента культуры города Москвы за большой вклад в развитие культуры города Москвы (Приказ № 931/к от 07.07.2014 г.).